# Yepcalphis
Yepcalphis là một chi bướm đêm thuộc họ Noctuidae.

## Loài
- Yepcalphis dilectissima (Walker, 1858)